# 福阿德·舒庫爾
福阿德·舒庫爾（羅馬化：Fuad Shukr；1961年4月15日—2024年7月30日），又名阿爾-哈吉·穆赫森或穆赫森·舒庫爾，是黎巴嫩武裝政治組織真主黨的軍事領袖。作為真主黨的創始成員之一，舒庫爾自1980年代初便擔任該組織的重要軍事領袖，並在四十多年的時間裡成為真主黨內最重要的軍事人物之一，同時也是曾任真主黨總書記的哈桑·納斯魯拉的軍事顧問。
根據以色列情報部門的說法，舒庫爾是伊朗將導引系統轉移至真主黨長程導彈計劃的核心人物。他還被指參與了1983年貝魯特軍營炸彈襲擊，該爆炸造成241名美國軍人、58名法國軍人、6名平民和2名襲擊者死亡。美國國務院於2013年將他列為「全球特別指定恐怖分子」。
2024年7月30日，舒庫爾在貝魯特的一次以色列空襲中被擊斃，據報導指他對三天前發生的邁季代勒舍姆斯火箭彈襲擊負有責任，該襲擊造成12名兒童死亡。

## 生平
舒庫爾於1961年4月15日出生在黎巴嫩東部的納比謝斯村，該地也是真主黨創始人之一阿巴斯·穆薩維的故鄉。隨著真主黨的成立，這個村莊成為其主要的勢力中心之一。據說，舒庫爾位於納比謝斯的住宅是以色列戰鬥機飛行員羅恩·阿拉德在1986年黎巴嫩失踪前的最後已知位置。舒庫爾曾在德黑蘭的伊瑪目侯賽因大學接受軍事訓練。

## 事蹟
自1982年由伊朗伊斯蘭革命衛隊創立真主黨以來，舒庫爾就是該組織中的主要軍事領袖之一。作為真主黨的創始成員之一，他一直是組織內最資深的軍事指揮官，並且擔任真主黨總書記哈桑·納斯魯拉的軍事顧問。舒庫爾也是真主黨在黎巴嫩南部的最高軍事指揮官，同時還是聖戰委員會的一員，負責在軍事行動方面為領導層提供建議，並與伊斯蘭革命衛隊的聖城軍進行聯合訓練。
他與伊邁德·穆格尼耶、穆斯塔法·巴德爾丁和穆斯塔法·沙哈達等高層關係密切，並且參與1982年以色列入侵黎巴嫩後的作戰。舒庫爾參與策劃和執行1983年貝魯特軍營炸彈襲擊，該爆炸導致307人喪生，其中包括241名美軍和58名法軍。以色列則指控他參與2000年真主黨跨境襲擊事件，當時真主黨綁架並殺害3名以軍士兵。
舒庫爾還負責為真主黨取得更先進的武器，包括精確制導導彈、巡航導彈、反艦導彈、遠程火箭和無人機。根據美國情報指，舒庫爾於1994年曾前往德黑蘭負責處理一批來自伊朗的毒刺導彈。隨著穆格尼耶在2008年於敘利亞大馬士革被暗殺，舒庫爾的地位更為重要。
到敘利亞內戰時期，舒庫爾已經成為真主黨在黎巴嫩南部的軍事指揮官，這是該組織最重要的地區。有報導指出，在2016年真主黨軍事介入敘利亞內戰期間，巴德爾丁身亡後，舒庫爾接任其軍事指揮官一職。
2013年，美國國務院將舒庫爾列為「全球特別指定恐怖分子」，並在2017年將他列入「正義獎勵計畫」，懸賞500萬美元尋求逮捕他的線索。舒庫爾與真主黨海外行動的負責人塔拉勒·哈米耶同時被列入這項計畫，這也是美國十年來首次對真主黨高層人物進行懸賞。

## 暗殺
2024年7月30日，舒庫爾在貝魯特被以色列空軍空襲擊斃，據稱他應對7月27日邁季代勒舍姆斯火箭彈襲擊負責，該事件導致12名德魯茲兒童喪生。空襲前，舒庫爾接到一通電話，要求他從辦公室回到住處。他的辦公室設在二樓，住處則在同一棟建築的七樓。據信，此通電話是有人入侵真主黨的內部通訊系統後撥打的，該人與以色列有聯繫，認為襲擊他位於較高樓層的住處更容易成功。真主黨否認此說法，聲稱《華爾街日報》的報導是「捏造」且「大話連篇」。這次襲擊還導致伊朗軍事顧問米拉德·貝迪、4名平民喪生，並造成80人受傷。舒庫爾的葬禮於8月2日舉行。